# II wojna domowa na Wybrzeżu Kości Słoniowej
II wojna domowa na Wybrzeżu Kości Słoniowej – konflikt zbrojny, zapoczątkowany 24 lutego 2011, będący efektem kryzysu politycznego w kraju, po zaprzysiężeniu w grudniu 2010 dwóch prezydentów Laurenta Gbagbo i Alassane Outtary. Wojna zakończyła się 11 kwietnia 2011 pojmaniem Laurenta Gbagbo.

## Geneza konfliktu
Wybrzeże Kości Słoniowej to kraj który w latach 1960–1993 był rządzony przez jednego prezydenta, którym był Félix Houphouët-Boigny. Jego polityka uchroniła kraj od zamachów stanu, powszechnych w tym okresie w Afryce. Jednak śmierć pierwszego prezydenta zachwiała stabilizację na scenie politycznej. Jego następcą został Henri Konan Bédié, który w 1995 wygrał wybory prezydenckie. Zostały one zbojkotowane przez opozycję. 24 grudnia 1999 prezydent Bédié został obalony w pierwszym w historii kraju zamachu stanu. Na czele junty wojskowej stanął generał Robert Guéï.
19 września 2002 wybuchła I wojna domowa na Wybrzeżu Kości Słoniowej. Pierwszego dnia konfliktu został zamordowany prezydent Guéï. Przyczyny wybuchu wojny domowej należy rozważać na wielu płaszczyznach. Scena polityczna destabilizowała się po 1993. Wpływ na wojnę miał kryzys gospodarczy i co za tym idzie obniżenie poziomu życia mieszkańców. Ponadto do przyczyn należy dodać dyskryminację muzułmańskiej północy kraju w życiu społeczno-politycznym i gospodarczym, a także napięcia etniczno-religijne oraz w końcu słabe rządy Laurenta Gbagbo i związane z tym próby przejmowania władzy w drodze zamachu stanu.
I wojna domowa toczyła się na Wybrzeżu Kości Słoniowej w latach między 2002-2007 między urzędującym prezydent Laurentem Gbagbo i siłami rebeliantów Nouvelles de Côte d’Ivoire (Nowych Sił), reprezentujących muzułmanów z północy kraju, którzy czuli że są dyskryminowani przez dominującą politycznie południową część kraju zamieszkałą przez chrześcijan.
W 2002 roku Francja wysłała swoje wojska do Wybrzeża Kości Słoniowej (operacja Unicorn) jako siły pokojowe. W lutym 2004 r. ONZ rozpoczęła misję pokojową UNOCI. Większość walk zakończyła się pod koniec 2004, z podziałem kraju na zajętą północ przez rebeliantów i chrześcijańskie południe. W marcu 2007 obie strony podpisały ostateczne porozumienie pokojowe. Po podpisaniu porozumienia pokojowego kończącego wojnę domową i utworzeniu rządu jedności narodowej, obie strony konfliktu zobowiązały się do przeprowadzenia demokratycznych wyborów prezydenckich, które zgodnie z konstytucją miały mieć miejsce w 2005, jednak wybory były wielokrotnie przekładane.
| Przebieg głównych wydarzeń | Przebieg głównych wydarzeń                                                          |
| -------------------------- | ----------------------------------------------------------------------------------- |
| 21 lutego                  | Wybuch nowych walk w Abidżanie                                                      |
| 24 lutego                  | Początek ofensywy Nowych Sił na zachodzie kraju – początek wojny domowej            |
| 25 lutego                  | Siły Ouattary zdobyły miasto Zouan-Hounien                                          |
| 6 marca                    | Siły Ouattary zdobyły miasto Téapleu                                                |
| 12 marca                   | Siły Ouattary zdobyły miasto Doke                                                   |
| 27–29 marca                | Masakra w Duékoué – 1000 zabitych                                                   |
| 28 marca                   | Ofensywa Nowych Sił – zdobycie Duékoué                                              |
| 30 marca                   | Siły Ouattary zdobyły stolicę Jamusukro i San Pédro                                 |
| 31 marca                   | Początek decydującej fazy bitwy o Abidżan                                           |
| 4 kwietnia                 | ONZ rozpoczęło ostrzał z powietrza celów wojskowych opanowanych przez wojska Gbagbo |
| 7 kwietnia                 | Ostrzał pozycji lojalistów Gbagbo przez Francuzów                                   |
| 8 kwietnia                 | Kontrofensywa sił Gbagbo w Abidżanie                                                |
| 10 kwietnia                | Naloty ONZ na rezydencję Gbagbo                                                     |
| 11 kwietnia                | Pojmanie Gbagbo w Abidżanie                                                         |

W listopadzie 2007, kiedy mijał mandat prezydencki ONZ, prezydent Gbagbo i premier Guillaume Soro uzgodnili, że wybory prezydenckie odbędą się przed końcem czerwca 2008. Pomimo tego w kwietniu 2008 władze ogłosiły, że wybory odbędą się 30 listopada 2008. W połowie października 2008 prezydent i premier raz jeszcze uzgodnili przesunięcie wyborów, z powodu opóźnień w procesie tworzenia nowego spisu wyborców i problemów z zapewnieniem bezpieczeństwa w trakcie głosowania. 14 maja 2009 premier Soro ogłosił, że wybory odbędą się 29 listopada 2009.
W połowie października 2009 członkowie komisji wyborczej (Commission Electorale Indépendante, CEI) poinformowali o opóźnieniach w procesie rejestracji wyborców. Oświadczyli, że spis wyborców w formie elektronicznej otrzymali dopiero wraz z początkiem miesiąca i w związku z tym niemożliwe będzie jego ostateczne opracowanie do listopada. 11 listopada komisja oficjalnie orzekła, że organizacja wyborów będzie niemożliwa z przyczyn technicznych. W celu zażegnania kryzysu w mediację zaangażował się prezydent Burkina Faso Blaise Compaoré. 3 grudnia 2009 w Wagadugu strony ustaliły, że wybory odbędą się na przełomie lutego i marca 2010.
Wybory odbyły się 28 listopada 2010. 2 grudnia komisja wyborcza ogłosiła zwycięstwo Ouattary, jednak dzień później Rada Konstytucyjna ogłosiła zwycięstwo Laurenta Gbagbo. 4 grudnia obaj kandydaci zostali zaprzysiężeni na prezydentów kraju i powołali swoich premierów. Powstanie dwóch ośrodków władzy państwowej doprowadziło do kryzysu politycznego.
Wybuch konfliktu spowodował starcia między zwolennikami obu prezydentów. Społeczność międzynarodowa zażądała od prezydenta Laurenta Gbagbo ustąpienia z urzędu, a po jego odmowie wprowadziła przeciwko niemu szereg sankcji. Mimo tego Gbagbo pozostał na stanowisku wobec pogarszającej się sytuacji w kraju. Zwiększono więc o 2 tys. żołnierzy kontyngent sił UNOCI.
Podczas gdy prezydenta Gbagbo poparło wojsko i kontrolowane przez niego publiczne media, prezydent Ouattara posiadał poparcie byłych rebeliantów z Nowych Sił, kontrolujących wciąż północne regiony kraju po wojnie domowej z lat 2002–2007. Społeczność międzynarodowa, w tym ONZ, za prawomocnego prezydenta uznała w zdecydowanej większości Ouattarę, który po wyborach schronił się w jednym z hoteli w Abidżanie pod eskortą sił ONZ. Solidarność z prezydentem Gbagbo wyraziły tylko władze Angoli i Gambii.
Mimo tego walki zaostrzały się. Nowa fala walk rozpoczęła się wraz z początkiem 2011. W największym mieście na Wybrzeżu Kości Słoniowej – Abidżanie, trwały walki między zwolennikami prezydentów, a na prowincji dochodziło do walk między grupami etnicznymi.

## Przebieg konfliktu

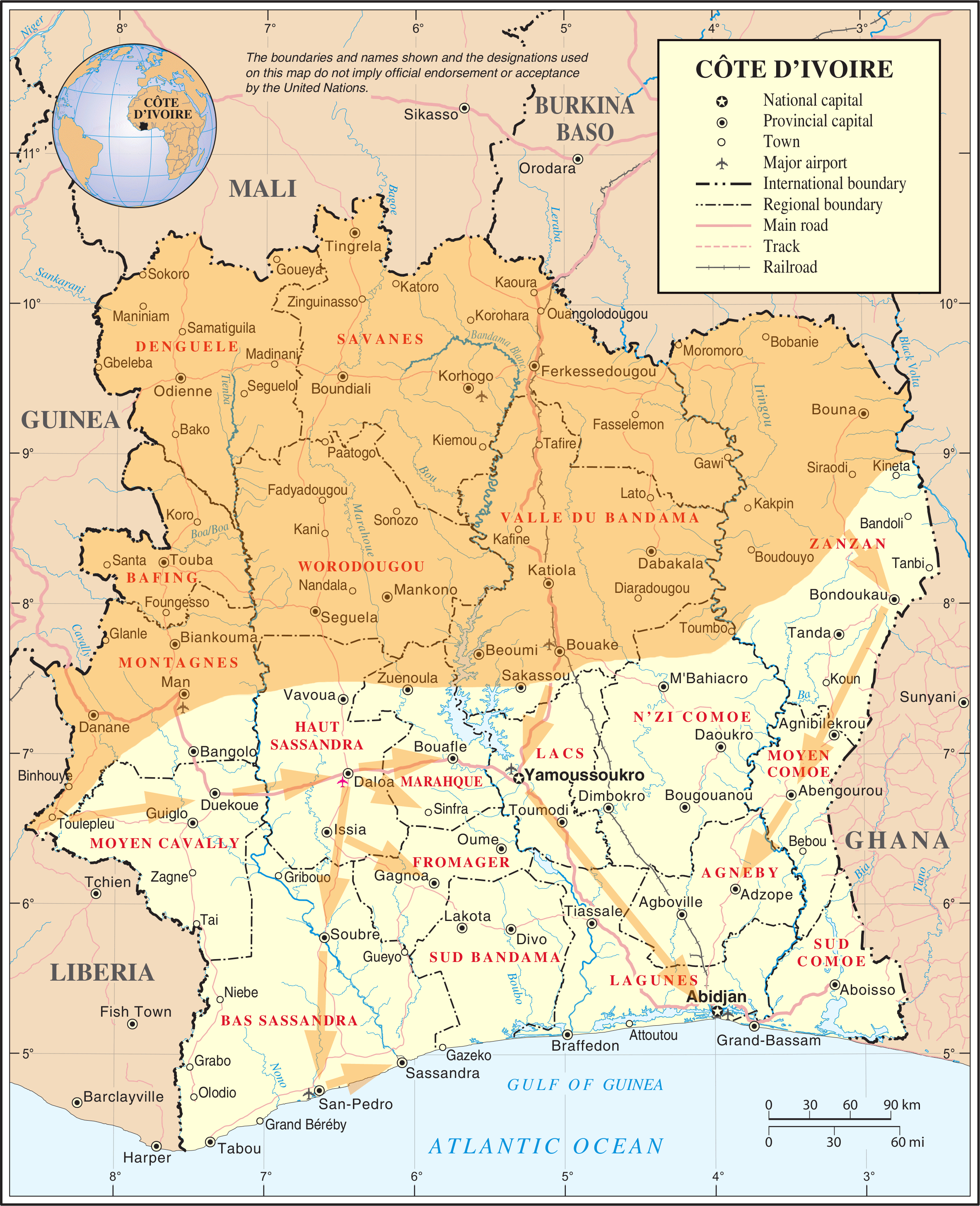
Ofensywa sił Ouattary

### Starcia w Abidżanie
21 lutego 2011 walki w Abidżanie wybuchły na nowo. Zwolennicy Ouattary przeprowadzili atak w którym zginęło 12 osób, w tym 14-letni chłopiec. Kolejnego dnia przeprowadzono zasadzkę na prorządowe siły paramilitarne, zabijając 10-15 funkcjonariuszy. 24 lutego w Abidżanie wybuchła nowa fala starć. Miasto było kontrolowane formalnie przez siły Gbagbo. Siły Gbagbo zaatakowały 1 marca biuro ONZ w Abidżanie. Doszło tam do krwawych walk między zwolennikami obu prezydentów. W dniach 2–3 marca zginęło 26 osób, w tym sześć kobiet które demonstrowały swoje niezadowolenie z postawy Gbagbo. Ponad 300 tys. osób uciekło z Abidżanu.
Na ulicach Abidżanu w marcu 2011 panował niepokój. Bojownicy Gbagbo atakowali politycznych przeciwników, mordując ich lub zaciągając na tortury. W mieście znajdowało się 10 tysięcy żołnierzy ONZ, którzy nie mając pozwolenia na użycie broni nie byli w stanie skutecznie interweniować. 8 marca, w Dzień Kobiet demonstranci ponownie wyszli na ulice Abidżanu. W zamieszkach uczestniczyły także kobiety. Wojsko krwawo stłumiło demonstracje, mordując cztery osoby. Kolejna seria walk w Abidżanie rozegrała się 14 marca. Między 21, a 26 marca w Abidżanie śmierć poniosły 52 osoby.

### Ofensywa Nowych Sił
24 lutego 2011 w mieście Téapleu w regionie Moyen-Cavally na zachodzie kraju przy granicy z Liberią miało miejsce pierwsze od wojny domowej z lat 2002–2007 przekroczenie wyznaczonej wówczas linii demarkacyjnej i tym samym zerwanie rozejmu. Byli rebelianci z Nowych Sił, popierający prezydenta Alassane Ouattarę, wszczęli walkę przeciwko żołnierzom wiernym prezydentowi Laurentowi Gbagbo. 25 lutego siły Ouattary po całonocnych walkach zdobyli kontrolę nad leżącym na zachodzie miastem Zouan-Hounien.
Nowe Siły po ciężkich walkach przejęły kontrolę 6 marca nad miastem Téapleu, leżącym przy granicy z Liberią, natomiast 12 marca zajęły miasto Doke.

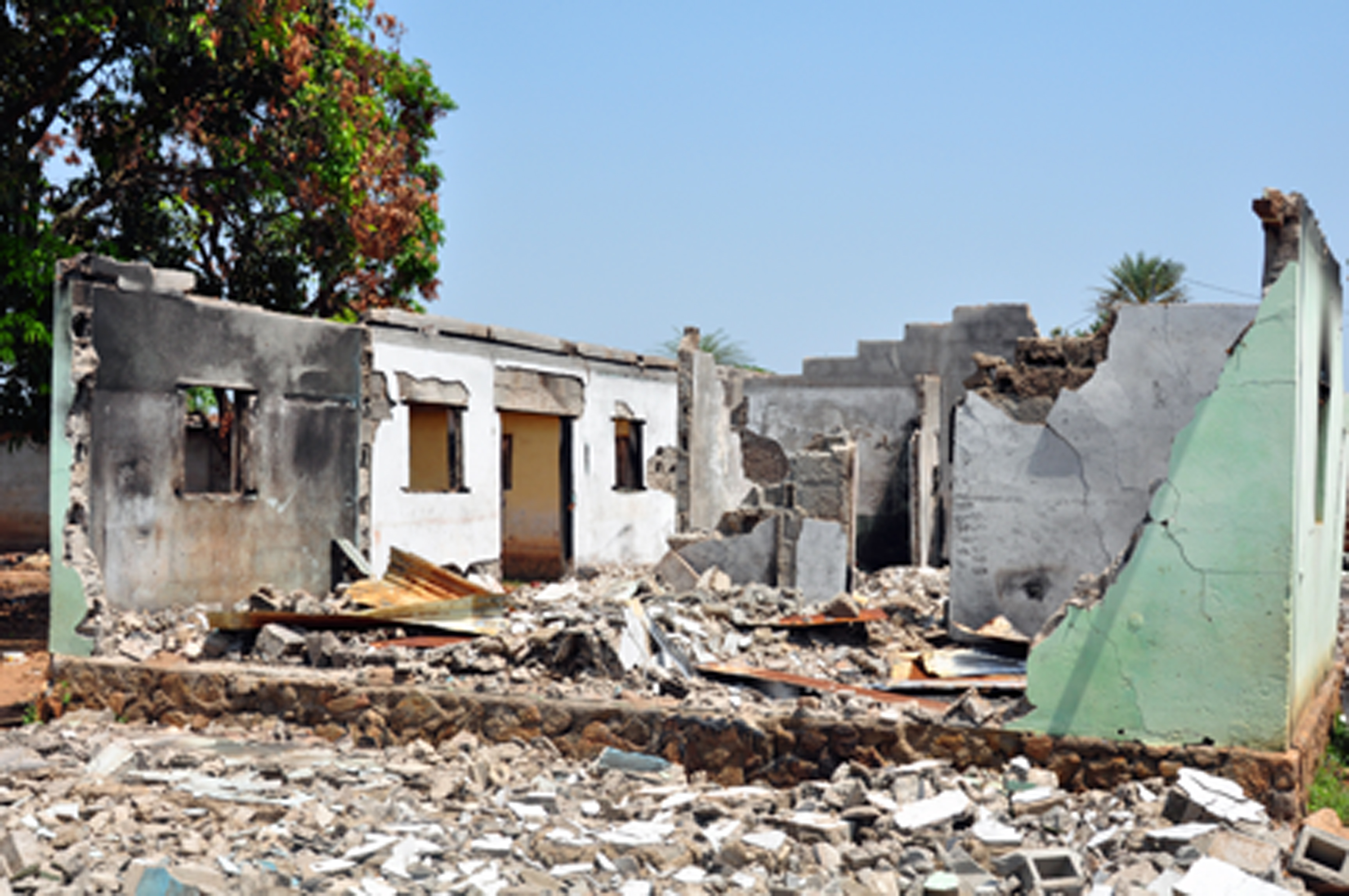
Zniszczenia w Duékoué

28 marca Nowe Siły ponowiły ofensywę. Tego dnia rozpoczęła się bitwa o Duékoué, którą zdobyli lojaliści Ouattary. W dniach 27–29 marca doszło do masakry cywilów w mieście Duékoué. W czasie walk zginęło co najmniej 1000 osób. Na ciałach zabitych były widoczne ślady kul i rany szarpane po uderzeniach maczet. Nie jest jasne kto stoi za masakrą. Według Międzynarodowego Czerwonego Krzyża obie strony mordowały cywilów, ponadto gdy armia Ouattary weszła do miasto mogło dojść do walk etnicznych grupy Guere popierającą Laurenta Gbagbo z grupą Mandinka popierającą prezydenta Ouattarę. Ocaleni z masakry oskarżali siły Ouattary. Według nich, czystki rozpoczęły się kiedy wojsko weszło do dzielnicy kontrolowanej przez zwolenników Gbagbo. Winę za masakrę organizacje międzynarodowe oskarżają obie strony. Rząd prezydenta Ouattary, oskarżył ONZ, że ich siły nie zapobiegły krwawej łaźni. 30 marca wojsko Ouattary zajęło stolice kraju Jamusukro i miasto portowe San Pédro. Tuż przed wkroczeniem wojska, zwolennicy Gbagbo uciekli z miasta. Ci którzy pozostali stawili niewielki opór, a niektórzy przyłączyli się do armii Ouattary.

### Bitwa o Abidżan

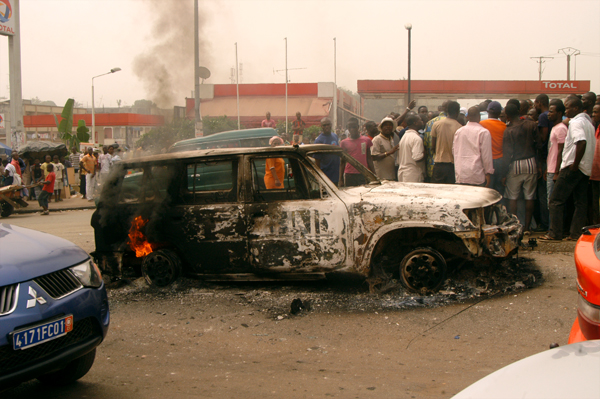
Spalony samochód w Abidżanie

Wieczorem 31 marca Nowe Siły weszły do Abidżanu, gdzie podjęły kolejny szturm. Wprowadzono godzinę policyjną trwającą od 22:00 do 7:00 czasu lokalnego (UTC+01:00). Ciężkie walki toczyły się przez cały dzień 1 kwietnia wokół pałacu prezydenckiego rezydencji Gbagbo w dzielnicy Cocody oraz obozu wojskowego. W walkach 1 kwietnia zginęła szwedzka pracownica ONZ. Siły Ouattary przejęły kontrolę nad państwową telewizją, a nad lotniskiem siły ONZ, które prowadziły misję pokojową UNOCI. Na lotnisku chronionym przez francuskich żołnierzy schronienie znalazło 1200 cywilów. 50 tys. żołnierzy, którzy wcześniej walczyli w armii Gbagbo, dezerterowało. W Gwardii Republikańskiej pozostało ok. 2 tys. żołnierzy i uzbrojonych ochotników. Sytuacja w Abidżanie została określona jako dramatyczna. Od początku walk w mieście zginęło ok. 500 osób, a milion musiało opuścić swoje domy.
W trakcie walk w Abidżanie rannych zostało m.in. czterech żołnierzy ONZ, do których z granatnika przeciwpancernego strzelali zwolennicy Gbagbo. 31 marca gen. Phelippe Mangou główny dowódca armii Gbagbo, wypowiedział uzurpatorowi posłuszeństwo i poprosił o azyl w RPA. 2 kwietnia ciężkie walki artyleryjskie kontynuowano pod pałacem prezydenckim, kwatery telewizji państwowej oraz obozu wojskowego. Państwowa telewizja RTI została odbita przez siły Gbagbo. Po tym jeden z żołnierzy odczytał oświadczenie, wzywające do mobilizacji wojsk do ochrony instytucji państwowych. Ponadto wojsko Gbagbo rekrutowało i uzbrajało młodych mężczyzn.
4 kwietnia 2011 wojska ONZ rozpoczęły ostrzał z powietrza celów wojskowych opanowanych przez wojska Gbagbo. Działanie to opierały na swoim mandacie, który zakładał ochronę cywilów oraz dopuszczał samoobronę. Wojska ONZ wsparły również wojska francuskie. Śmigłowce ONZ Mi-24 były pilotowane przez ukraińskich lotników. Ataki sił Narodów Zjednoczonych zostały skrytykowane i uznane za nielegalne przez siły Gbagbo. Tego dnia do wojska Gbagbo powrócił gen. Phelippe Mangou.
Rano 5 kwietnia siły Ouattary oblegały pałac prezydencki w Abidżanie. Po tym gen. Philippe Mangou wezwał do zawieszenia broni. 6 kwietnia po wezwaniu do ustanowienia rozejmu walki w Abidżanie ustały. Laurent Gbagbo zaczął negocjować warunki swojego ustąpienia. Blok ECOWAS obiecał zapewnienie bezpieczeństwa dla Gbagbo jeżeli ten przekaże władzę rywalowi. Jednak siły Ouattary po niepowodzeniu negocjacji zajęły rezydencję Gbagbo. Rano 7 kwietnia francuskie siły zniszczyły kilka pojazdów opancerzonych należących do lojalistów Gbagbo.
7 kwietnia podano, że ciała 40 osób znaleziono w mieście Blolequin. Sprawcami masakry byli najemnicy z Liberii, który oszczędził Guere po oddzieleniu ich od innych grup. Z kolei w Guiglo znaleziono ciała 60 osób, w tym wielu mieszkańców Afryki Zachodniej. 8 kwietnia siły Ouattary oblegały nadal pałac prezydencki czekając aż sam Laurent Gbagbo się podda. Blokada została ustanowiona na całym obwodzie do dzielnic mieszkalnych. Tymczasem siły Gbagbo wznowiły walki w Abidżanie zdobywając dzielnice Plateau i Cocody. W walkach użyto czołgów i granatników przeciwpancernych. 9 kwietnia siły Gbagbo ostrzelały Golf Hotel, gdzie znajdował się Ouattara. Napastnicy użyli zarówno karabinów snajperskich, jak i moździerzy. Siły ONZ strzegące hotelu odpowiedziały ogniem. 10 kwietnia wieczorem helikoptery ONZ i francuskie dokonały nalotu na rezydencję Gbagbo w Abidżanie. Kilka budynków zostało zniszczonych.
11 kwietnia 2011 Laurent Gbagbo został ostatecznie pojmany i aresztowany przez siły Ouattary przy wsparciu wojsk ONZ (UNOCI) i francuskich (LICORNE). Uzurpator od początku kwietnia ukrywał się w bunkrze pod swoją rezydencją. Gbagbo poddał się bez stawiania oporu, kiedy 30 francuskich czołgów szturmowało jego rezydencję.

## Następstwa
Premier w rządzie Ouattary Guillaume Soro powiedział, że zatrzymanie Gbagbo zakończyło koszmar mieszkańców kraju. Wieczorem 11 kwietnia Alassane Ouattara w państwowej telewizji zapowiedział, że postawi przed sądem Laurenta Gbagbo. Wykluczył jednak postawienie jego przed Międzynarodowym Trybunałem Karnym, zapowiadając jedynie śledztwo w kraju. W tym celu zapowiedział powołanie Komisji Prawdy i Pojednania, która zajmie się nadużyciami obu stron podczas wojny domowej. Ponadto prezydent zaapelował do narodu o spokój.
12 kwietnia żołnierze, którzy walczyli po stronie Gbagbo zaprzysięgli wierność Alassanowi Ouattarze.
21 kwietnia przeprowadzono w Abidżanie operację rozbrajania uzbrojonych bojówkarzy, wcześniej lojalistów Gbagbo. 22 kwietnia Alassane Ouattara zarządził powrót do koszar wszystkich żołnierzy.
5 maja po pięciu miesiącach kryzysu politycznego, Alassana Ouattara został ogłoszony przez Radę Konstytucyjną prezydentem Republiki Wybrzeża Kości Słoniowej.
Po zakończeniu wojny domowej do połowy maja, siły które były lojalne Gbagbo nadal dopuszczały się przemocy. Po tym jak lojaliści Gbagbo wyszli 4 maja z Abidżanu skierowali się na zachód na granicę z Liberią. Po drodze atakowali cywili, mordując 220 osób, a 17 osób zostało rannych. Zabito też ponad 30 najemników Gbagbo.
21 maja Alassane Ouattara został zaprzysiężony na prezydenta Wybrzeża Kości Słoniowej w stolicy kraju Jamusukro i nastąpiła inauguracja prezydentury.
30 listopada Laurent Gbagbo został przewieziony do Holandii. Tam Międzynarodowy Trybunał Karny w Hadze postawił mu cztery zarzuty zbrodni przeciw ludzkości.

## Kwestia najemników
Generał Gueu Michel, dowódca sił Ouattary w zachodnim Wybrzeżu Kości Słoniowej, powiedział, że najemnicy z Liberii walczyli po stronie Laurenta Gbagbo. Przedstawiciele Liberii i ONZ przyznali, że najemnicy walczą w Wybrzeżu Kości Słoniowej, aby pomóc Gbagbo pozostać przy władzy. Harrison S. Karnwea Sr, minister spraw wewnętrznych Liberii powiedział jednak, że obie strony konfliktu rekrutowały najemników z Liberii.
7 kwietnia odkryto ciała 100 osób zamordowanych na zachodzie kraju. O mord zostali oskarżeni najemnicy z Liberii.

## Uchodźcy

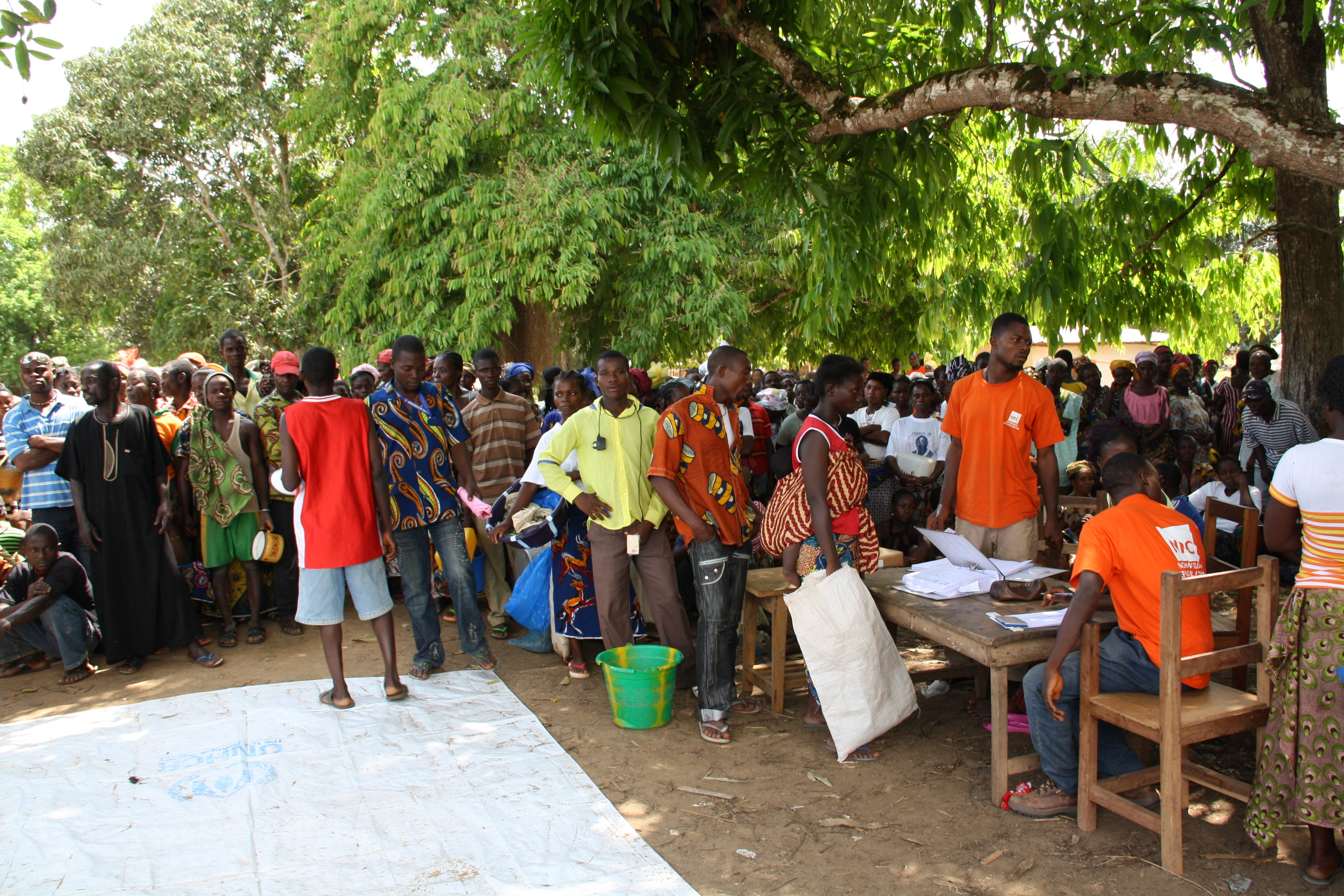
Uchodźcy w Liberii

Z powodu nieustannych aktów przemocy co najmniej 112 tys. ludzi uciekło z kraju do sąsiedniej Liberii, a około miliona opuściło swoje domostwa w obawie przed przemocą. Prezydent Liberii Ellen Johnson-Sirleaf przyznała, że exodus cywilów to poważne zagrożenie dla stabilizacji w regionie. Uchodźcy znaleźli schronieni także w Ghanie. Do końca marca zginęły co najmniej 494 osoby (bez ofiar masakry w Duékoué).
 